# Tito (bíblico)
Tito era um companheiro de Paulo, mencionado em diversas epístolas paulinas. Tito estava com Paulo e Barnabé em Antioquia e os acompanhou no Concílio de Jerusalém, embora seu nome não seja citado nos Atos dos Apóstolos. Ele está listado como um dos Setenta Discípulos. 
Tito Justo -  «Então Paulo saiu da sinagoga e foi para a casa de Tício Justo, que era temente a Deus e que morava ao lado da sinagoga.» (Atos 18:7), aqui é mencionado um outro Tito (ou Tício Justo). Este é um romano, temente a Deus (uma espécie de "convertido" ao judaísmo), que hospedou Paulo e a Igreja em Corinto, ao menos no seu nascedouro, por ocasião da rejeição à pregação do Apóstolo Paulo na cidade de Corinto.

## Vida e obras

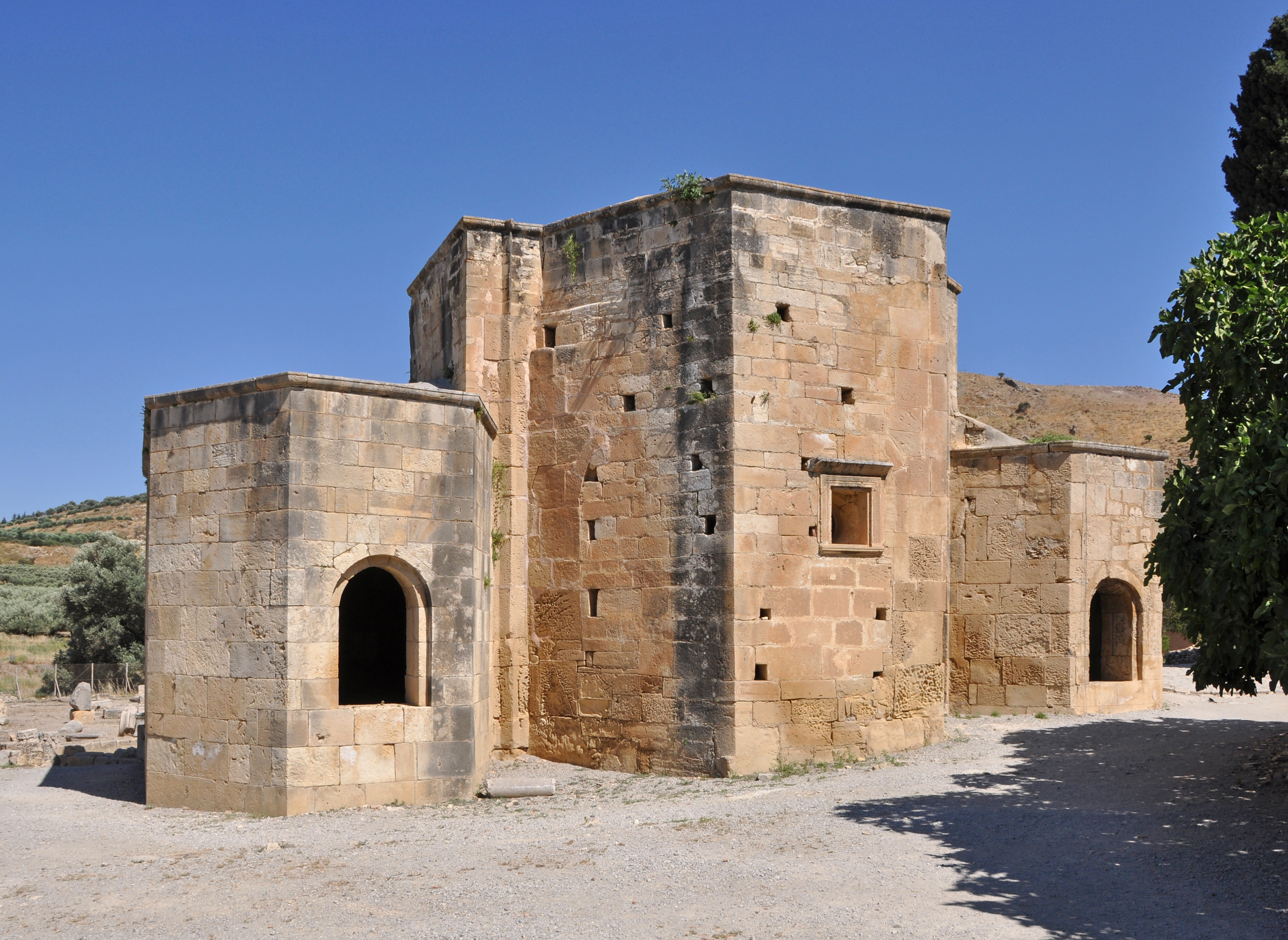
Igreja em Gortya

Tito parece ter sido um gentio — Paulo se recusou terminantemente a circuncisá-lo, pois acreditava que o evangelho de Cristo havia libertado os fiéis dos requerimentos da Lei Mosaica — e se engajou justamente em ministrar para eles. Mais tarde, as epístolas paulinas o colocam com Paulo e Timóteo em Éfeso, de onde ele foi enviado por Paulo até Corinto, na Grécia, com o objetivo de conseguir contribuições para a Igreja antiga em nome dos cristãos empobrecidos de Jerusalém. Ele se juntou a Paulo quando este estava na Macedônia e o alegrou com as notícias que trouxe de Corinto. Seu nome não é mais mencionado pelo menos até a primeira prisão de Paulo, quando ele se empenhou na organização da igreja em Creta, para onde Paulo o havia enviado com este objetivo. A última vez que ouvimos falar dele é em 2 Timóteo 4:10, quando Tito se despede de Paulo em Roma para ir à Dalmácia. O Novo Testamento não relata a sua morte.
De acordo com a tradição, Paulo ordenou Tito bispo de Gortina em Creta. Ele teria morrido em 107 d.C., com 95 anos.

## Controvérsia

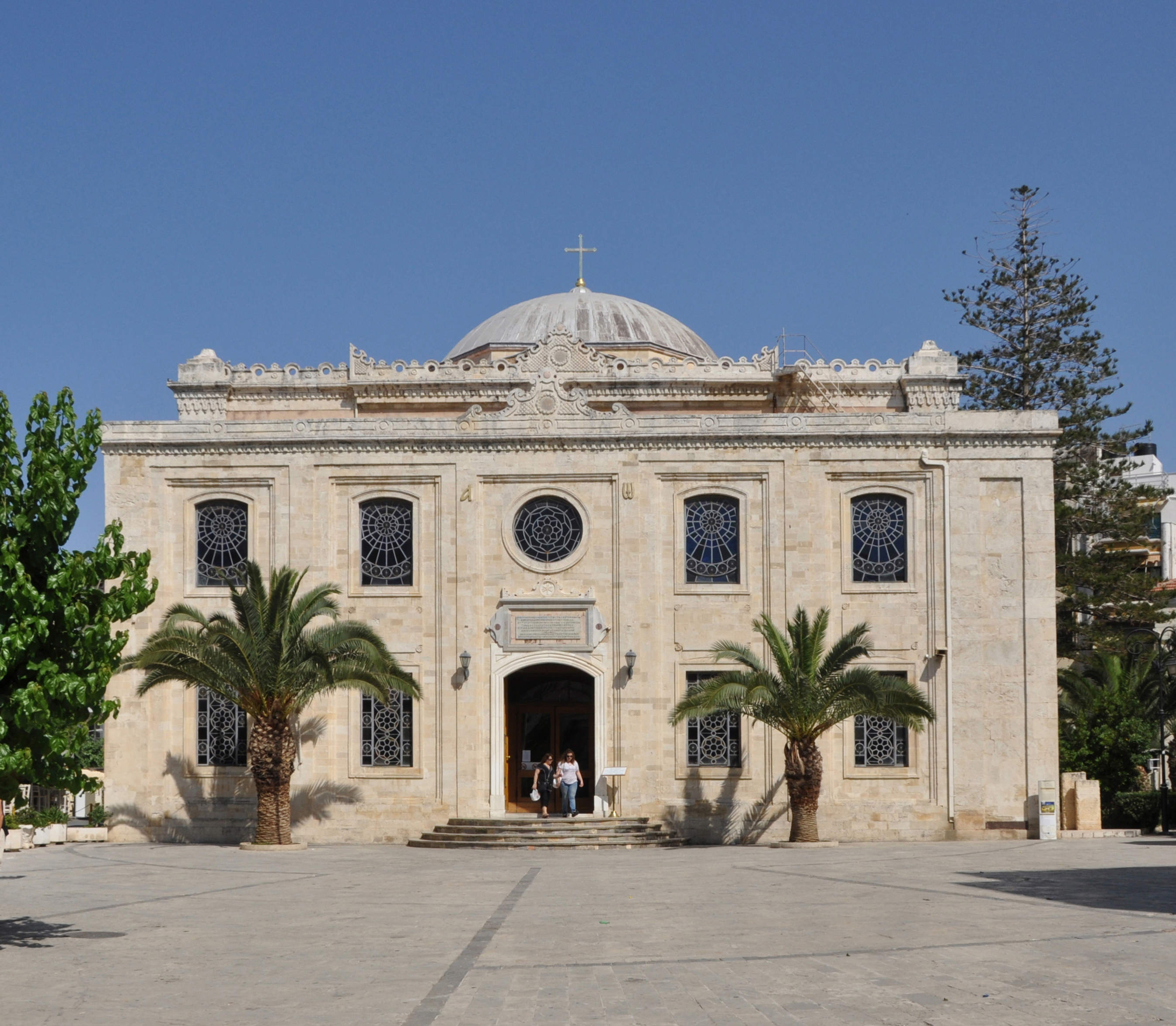
Igreja de São Tito, em Heraclião, Creta

Argumenta-se que o nome "Tito" em II Coríntios e em Gálatas não seria nada além do nome informal utilizado por Timóteo, já inferido pelo fato de que apesar de ambos serem companheiros de longa data de Paulo, eles jamais compartilharam uma mesma cena no Evangelho. A teoria propõe que diversas passagens — I Coríntios 4:17, I Coríntios 16:10; II Coríntios 2:13, II Coríntios 7:6–18; e Atos 19:22 — se referem à mesma viagem de um único indivíduo, Tito/Timóteo. A epístola paulina II Timóteo parece contestar este argumento alegando que Tito havia ido à Dalmácia.

## Festa
A festa de Tito não estava incluída no Calendário Tridentino. Quando foi adicionada, em 1854, ela foi designada para ocorrer em 6 de fevereiro. Em 1969, a Igreja Católica Romana mudou a data para 26 de janeiro, de modo a poder celebrar os dois discípulos de Paulo, Tito e Timóteo, no dia seguinte à festa da Conversão de São Paulo. A Igreja Ortodoxa comemora o santo nos dias 25 de agosto e 4 de janeiro.
Suas relíquias — hoje apenas o crânio — são veneradas na Igreja de São Tito, em Heraclião, Creta, para onde ela retornou em 1966 após ter sido levada para Veneza durante a ocupação turca.